# Йосипівка (Одеський район)
Йосипі́вка (в минулому до 01.02.1945 — Іозефсталь, нім. Josephsthal) — село Маяківської сільської громади Одеського району Одеської області, Україна. Населення становить 1429 осіб.

## Історія

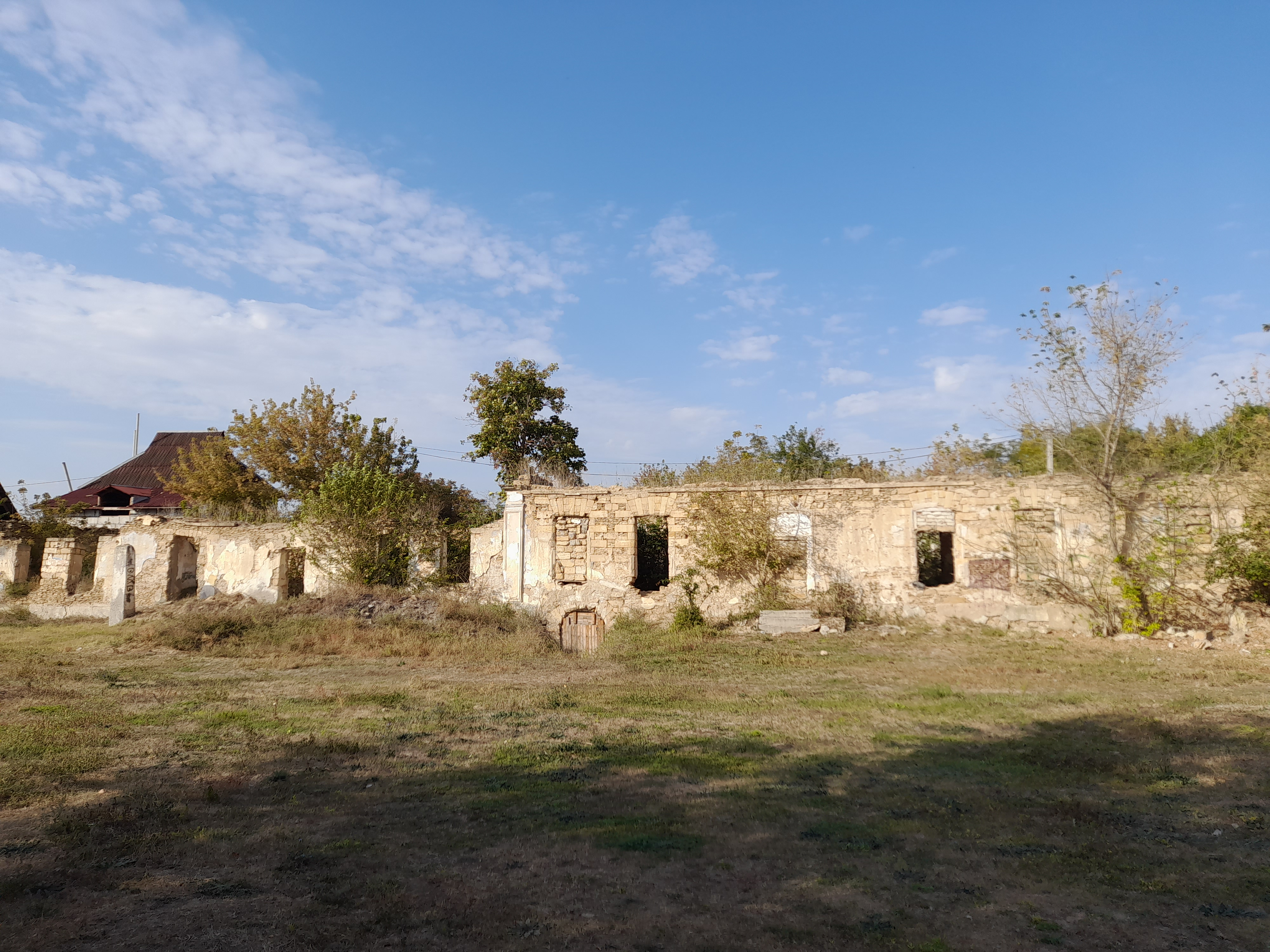
Руїни церковно-приходської школи та Римсько-католицького костелу Св. Йосифа

Ще у 1792 році ці землі були виділені під дачу генерал-майору І. Е. Кисленському. Однак, згодом місцевість була передана німецьким переселенцям з Вюртембергу, Бадену, Пфальца, Ельзаса, Сілезії, Богемії, Швейцарії, Угорщини, які в 1804 році заснували тут село Йозефсталь (нім. Josephsthal — долина Йосипа). Село відносилося до Лібентальського колоністського округу Грос-Лібентальської волості Одеського повіту Херсонської губернії.
У 1805 році тут був заснований римсько-католицький прихід, першим пастором якого був Алоїз Лефлер. Римсько-католицький костел Святого Йосипа був зведений 1806 році, а в 1832 році — капітально відремонтований і перебудований. З 1832 року настоятелем у Йосифсталі кілька років працював майбутній єпископ — отець Каспер Боровський. У 1809 році при костелі було засновано нову церковно-приходську школу (стара існувала з моменту заснування села). До 1861 року старий костел став непридатним і коштом парафіян було зведено новий, на місці старого. 2 вересня 1862 року новий костел консекрував єпископ-помічник Тираспольський Вікентій Ліпський. Станом на 1886 рік у цій німецькій колонії мешкало 1153 особи, налічувалось 121 дворове господарство, діяла римо-католицька церква та школа. У 1896 році село було перейменовано на Сергіївку, в честь загиблого брата Миколая II, великого князя Сергія Олександровича. Ця назва проіснувала до 1917 року, після чого повернена стара назва.
В радянські часи костел було зруйновано. Село перейменовано 1 лютого 1945 року на Йосипівка, таким чином в назві збереглося ім'я святого. На даний час збереглася напівзруйнована будівля церковно-приходської школи, обік якої — залишки фундаменту від костелу. Збереглася також будівля парафіяльного будинку, яка у 1990-х роках була передана Московському патріархату, який відкрив у ній православну церкву Св. Андрія.

## Населення
Згідно з переписом УРСР 1989 року чисельність наявного населення села становила 1457 осіб, з яких 682 чоловіки та 775 жінок.

За переписом населення України 2001 року в селі мешкали 1432 особи.

### Мова
Розподіл населення за рідною мовою за даними перепису 2001 року:
| Мова       | Відсоток |
| ---------- | -------- |
| українська | 86,77 %  |
| російська  | 10,78 %  |
| болгарська | 0,77 %   |
| білоруська | 0,70 %   |
| румунська  | 0,42 %   |
| гагаузька  | 0,28 %   |
| німецька   | 0,07 %   |
| інші       | 0,21 %   |